# Matías Ezequiel Rodríguez
Matías Ezequiel Rodríguez (Pablo Podestá, 29 marzo 1993) è un calciatore argentino, centrocampista del Chacarita Juniors.

## Caratteristiche tecniche
È un trequartista.

## Carriera
Cresciuto nelle giovanili del Chacarita Juniors, ha esordito il 16 aprile 2013 in occasione del match vinto 2-0 contro il Barracas Central.

## Statistiche

### Presenze e reti nei club
Statistiche aggiornate al 17 aprile 2018.
| Stagione        | Squadra           | Campionato      | Campionato | Campionato | Coppe nazionali | Coppe nazionali | Coppe nazionali | Coppe continentali | Coppe continentali | Coppe continentali | Altre coppe | Altre coppe | Altre coppe | Totale | Totale | Totale |
| Stagione        | Squadra           | Comp            | Pres       | Reti       | Comp            | Pres            | Reti            | Comp               | Pres               | Reti               | Comp        | Pres        | Reti        | Pres   | Reti   |        |
| --------------- | ----------------- | --------------- | ---------- | ---------- | --------------- | --------------- | --------------- | ------------------ | ------------------ | ------------------ | ----------- | ----------- | ----------- | ------ | ------ | ------ |
| 2012-2013       | Chacarita Juniors | BM              | 4          | 0          | CA              | 1               | 0               |                    | -                  | -                  |             | -           | -           | 5      | 0      |        |
| 2013-2014       | Chacarita Juniors | BM              | 23         | 2          | CA              | 1               | 0               |                    | -                  | -                  |             | -           | -           | 24     | 2      |        |
| 2014            | Chacarita Juniors | BM              | 16         | 0          |                 | -               | -               |                    | -                  | -                  |             | -           | -           | 16     | 0      |        |
| 2015            | Chacarita Juniors | BN              | 6          | 2          | CA              | 0               | 0               |                    | -                  | -                  |             | -           | -           | 6      | 2      |        |
| 2016            | Chacarita Juniors | BN              | 4          | 0          | CA              | 0               | 0               |                    | -                  | -                  |             | -           | -           | 4      | 0      |        |
| 2016-2017       | Chacarita Juniors | BN              | 20         | 4          | CA              | 0               | 0               |                    | -                  | -                  |             | -           | -           | 20     | 4      |        |
| 2017-2018       | Chacarita Juniors | PD              | 20         | 1          | CA              | 0               | 0               |                    | -                  | -                  |             | -           | -           | 20     | 1      |        |
| 2024            | Chacarita Juniors | PB              | 16         | 0          | CA              | 2               | 0               |                    | -                  | -                  |             | -           | -           | 18     | 0      |        |
| Totale carriera | Totale carriera   | Totale carriera | 109        | 9          |                 | 4               | 0               |                    | -                  | -                  |             | -           | -           | 113    | 9      |        |